# Lierfeld
Lierfeld ist eine Ortsgemeinde im Eifelkreis Bitburg-Prüm in Rheinland-Pfalz. Sie gehört der Verbandsgemeinde Arzfeld an.

## Geographische Lage
Die Ortschaft liegt unmittelbar östlich von Lünebach an der Straße nach Schönecken. Südlich von Lierfeld fließt der Merlbach. Zu Lierfeld gehört auch der Wohnplatz Lierfeldermühle.

## Geschichte
Der Ort wird erstmals 1570 als Jerenfeld erwähnt, ist aber deutlich älter. Lierfeld gehörte zum Kondominium Pronsfeld, ehe es 1794 französisch wurde. 1815 kam der Ort an Preußen und wurde zunächst von der Landbürgermeisterei Lünebach und dann von der Amtsbürgermeisterei Waxweiler innerhalb des Kreises Prüm verwaltet. 1910 lebten 54 Einwohner in Lierfeld. Zu den wichtigsten Erwerbszweigen gehörte die Holznutzung. Der Wald um Lierfeld war Teil des Hofswaldes des Pronsfelder Hofes; bis heute ist Lierfeld Mitglied des Hofwaldszweckverbands.
Bevölkerungsentwicklung
Die Entwicklung der Einwohnerzahl, die Werte von 1871 bis 1987 beruhen auf Volkszählungen:
| Jahr | Einwohner |
| ---- | --------- |
| 1815 | 30        |
| 1835 | 36        |
| 1871 | 59        |
| 1905 | 39        |
| 1939 | 59        |
| 1950 | 67        |
| 1961 | 70        |

| Jahr | Einwohner |
| ---- | --------- |
| 1970 | 65        |
| 1987 | 66        |
| 1997 | 84        |
| 2005 | 84        |
| 2011 | 80        |
| 2017 | 84        |
| 2023 | 89        |

## Politik

### Bürgermeister
Arnold Hoffmann wurde im Juni 2024 zum Ortsbürgermeister von Lierfeld gewählt.
Sein Vorgänger war Heinz Müsch seit 2001. Bei der Kommunalwahl am 26. Mai 2019 wurde er mit einem Stimmenanteil von 90,0 % für weitere fünf Jahre in seinem Amt bestätigt.

### Wappen
| Wappen von Lierfeld | Blasonierung: „Silber über Rot schräglinks geteilt durch blau-silbernen Wellenbalken, vorn ein roter einachsiger, mit drei Säcken beladener Karren mit Deichsel, hinten ein silberner Mühlstein.“ |
| Wappen von Lierfeld | Wappenbegründung: Die Heroldsfarben Rot und Silber sind die Farben der Herrschaften der Kurfürstentümer Trier und Schönecken. Beide besaßen im Kondominium Pronsfeld mehrere Höfe in Lierfeld. Die Schrägteilung in Form des Wellenbalkens symbolisiert den Merlbach, an dem lange Zeit eine Wassermühle betrieben wurde. Diese wird durch den Mühlstein dargestellt. Auf dem Gemeindegebiet befinden sich Handelswege für den Nah- und Fernbereich, die bereits in der Antike mit Karren befahren wurden. Das Wappen der Ortsgemeinde Lierfeld wurde am 5. Mai 2023 vom Landrat des Eifelkreises Bitburg-Prüm, Andreas Kruppert, verliehen. |

## Sehenswürdigkeiten
In Lierfeld besteht ein 1999 restaurierter Hof, der Comes-Hof, der aus den 1730er Jahren stammt und heute als Hotel genutzt wird.